# Lexington Township (Missouri)
Lexington Township est un ancien township, situé dans le comté de Lafayette, dans le Missouri, aux États-Unis,.
Le township est fondé en 1824 et baptisé en référence à la ville de Lexington.

### Source de la traduction
- (en) Cet article est partiellement ou en totalité issu de l’article de Wikipédia en anglais intitulé « Lexington Township, Lafayette County, Missouri » (voir la liste des auteurs).